# 戈尔登瓦利 (亚利桑那州)
戈尔登瓦利（英語：Golden Valley）是位於美國亞利桑那州莫哈維縣的一個人口普查指定地區。根據2010年美國人口普查，該地人口為4515人，而該地的面積約為203.95平方千米。

## 地理
戈尔登瓦利的座標為35°13′23″N 114°12′54″W / 35.22306°N 114.21500°W，而該地最高點為海拔高度855米（即2805英尺）。